# Neuseeländische Cricket-Nationalmannschaft in den West Indies in der Saison 2022
Die Tour der neuseeländischen Cricket-Nationalmannschaft in die West Indies in der Saison 2022 fand vom 10. bis zum 21. August 2022 statt. Die internationale Cricket-Tour war Bestandteil der Internationalen Cricket-Saison 2022 und umfasste drei ODIs und fünf Twenty20s. Neuseeland gewann beide Serien mit 2–1.

## Vorgeschichte
Die West Indies bestritten zuvor eine Tour gegen Indien, Neuseeland eine Twenty20-Serie in den Niederlanden. Das letzte Aufeinandertreffen der beiden Mannschaften bei einer Tour fand in der Saison 2020/21 in Neuseeland statt.

## Stadien
Die folgenden Stadien wurden für die Tour als Austragungsort ausgewählt.
| Stadt      | Land     | Stadion         | Kapazität | Spiele      |
| ---------- | -------- | --------------- | --------- | ----------- |
| Bridgetown | Barbados | Kensington Oval | 11.000    | 1. – 3. T20 |
| Kingston   | Jamaika  | Sabina Park     | 20.000    | 1. – 3. ODI |

## Kaderlisten
Neuseeland benannte seine Kader am 24. Juli 2022
Die West Indies benannten ihren Twenty20-Kader am 28. Juli und ihren ODI-Kader am 12. August 2022.
| ODI | ODI | Twenty20 | Twenty20 |
| West Indies | Neuseeland | West Indies | Neuseeland |
| --- | --- | --- | --- |
| - Nicholas Pooran (K) - Shai Hope (VK) - Shamarh Brooks - Keacy Carty - Shimron Hetmyer - Jason Holder - Akeal Hosein - Alzarri Joseph - Brandon King - Kyle Mayers - Gudakesh Motie - Keemo Paul - Jayden Seales - Kevin Sinclair | - Kane Williamson (K) - Finn Allen - Trent Boult - Michael Bracewell - Devon Conway - Lockie Ferguson - Martin Guptill - Matt Henry - Tom Latham - Daryl Mitchell - James Neesham - Glenn Phillips - Mitchell Santner - Ish Sodhi - Tim Southee | - Nicholas Pooran (K) - Rovman Powell (VK) - Shamarh Brooks - Dominic Drakes - Shimron Hetmyer - Jason Holder - Akeal Hosein - Alzarri Joseph - Brandon King - Kyle Mayers - Obed McCoy - Keemo Paul - Romario Shepherd - Odean Smith - Devon Thomas - Hayden Walsh Jr. | - Kane Williamson (K) - Finn Allen - Trent Boult - Michael Bracewell - Devon Conway - Lockie Ferguson - Martin Guptill - Matt Henry - Tom Latham - Daryl Mitchell - James Neesham - Glenn Phillips - Mitchell Santner - Ish Sodhi - Tim Southee |

## Twenty20 Internationals

### Erstes Twenty20 in Bridgetown
| 10. August Scorecard | Bridgetown | Neuseeland 185-5 (20)          | – | West Indies 172-7 (20) |
|                      |            | Neuseeland gewinnt mit 13 Runs |   |                        |

Die West Indies gewannen den Münzwurf und entschieden sich als Feldmannschaft zu beginnen. Neuseeland begann mit Martin Guptill und Devon Conway. Guptill schied nach 16 Runs aus und mit dem nächsten Ball Conway nach 43 Runs. Daraufhin bildeten Kane Williamson und Glenn Phillips eine Partnerschaft. Phillips schied nach 17 Runs aus und der ihm nachfolgende Daryl Mitchell erreichte 16 Runs. Nachdem auch Williamson nach 47 Runs ausgeschieden war, konnte James Neesham mit 33* Runs die Vorgabe auf 186 Runs erhöhen. Bester Bowler der West Indies war Odean Smith mit 3 Wickets für 32 Runs. Für die West Indies etablierte sich zunächst Shamarh Brooks und an seiner Seite erzielte Nicholas Pooran 15 Runs. Nachdem Brooks Jason Holder als Partner gefunden hatte, schied nach 42 Runs aus. Der hineinkommende Rovman Powell verlor nach 18 Runs sein Wicket und nachdem Holder nach 25 Runs ausgeschieden war, gelang es den hineinkommenden Romario Shepherd (31* Runs) und Odean Smith (27* Runs) nicht die Vorgabe einzuholen. Bester neuseeländischer Bowler war Mitchell Santner mit 3 Wickets für 19 Runs, der auch als Spieler des Spiels ausgezeichnet wurde.

### Zweites Twenty20 in Bridgetown
| 12. August Scorecard | Bridgetown | Neuseeland 215-5 (20)          | – | West Indies 125-9 (20) |
|                      |            | Neuseeland gewinnt mit 90 Runs |   |                        |

Neuseeland gewann den Münzwurf und entschied sich als Schlagmannschaft zu beginnen. Die neuseeländischen Eröffnungs-Batter Martin Guptill und Devn Conway bildeten eine erste Partnerschaft. Guptill schied nach 20 Runs aus und ihm folgte Glenn Phillips an der Seite von Conway. Nachdem Conway nach 43 erzielten Runs ausgeschieden war, folgte ihm Daryl Mitchell. Phillips erreichte ein Half-Century über 76 Runs, während Mitchell nach 48 Runs im letzten Over sein Wicket verlor. Bester Bowler der West Indies war Obed McCoy mit 3 Wickets für 40 Runs. Die West Indies verloren vier frühe Wickets, bevor Shimron Hetmyer 14 Runs erreichte. Daraufhin bildeten Rovman Powell und Romario Shepherd eine Partnerschaft, wobei Powell 21 und Shepherd 18 Runs erzielte. Von den verbliebenen Battern war Obed McCoy mit 23* Runs der erfolgreichste, was jedoch nicht ausreichte, um die Vorgabe einzuholen. Die besten neuseeländischen Bowler waren Michael Bracewell und Mitchell Santner mit jeweils 3 Wickets für 15 Runs. Als Spieler des Spiels wurde Glenn Phillips ausgezeichnet.

### Drittes Twenty20 in Bridgetown
| 14. August Scorecard | Bridgetown | Neuseeland 145-7 (20)             | – | West Indies 150-2 (19) |
|                      |            | West Indies gewinnt mit 8 Wickets |   |                        |

Neuseeland gewann den Münzwurf und entschied sich als Schlagmannschaft zu beginnen. Sie begannen mit Martin Guptill und Devon Conway. Guptill schied nach 15 Runs aus und wurde gefolgt durch Mitchell Santner, der 13 Runs erreichte. Nachdem Conway nach 21 Runs ausgeschieden war, bildete Kane Williamson eine Partnerschaft mit Glenn Phillips. Williamson verlor nach 24 Runs sein Wicket und wurde durch Daryl Mitchell ersetzt, der 14 Runs erreichte. Phillips schied dann nach 41 Runs aus. Bester west-indischer Bowler war Odean Smith mit 3 Wickets für 29 Runs. Für die West Indies konnten sich die Eröffnungs-Batter Brandon King und Shamarh Brooks etablieren. King erzielte bis zu seinem Ausscheiden ein Half-Century über 56 Runs. Zusammen mit dem hineinkommenden Rovman Powell konnte Brooks dann die Vorgabe im vorletzten Over einholen. Brooks erreichte dabei ein Fifty über 56* Runs und Powell 27* Runs. Die neuseeländischen Wickets erzielten Tim Southee und Ish Sodhi. Als Spieler des Spiels wurde Brandon King ausgezeichnet.

## One-Day Internationals

### Erstes ODI in Port of Kingston
| 17. August Scorecard | Kingston | Neuseeland 190 (45.2)             | – | West Indies 193-5 (39) |
|                      |          | West Indies gewinnt mit 5 Wickets |   |                        |

West Indies gewannen den Münzwurf und entschieden sich als Feldmannschaft zu gewinnen. Für Neuseeland bildeten Martin Guptill und Finn Allen eine erste Partnerschaft. Allen scheid nach 25 Runs aus und wurde gefolgt durch Kane Williamson. Nachdem Guptill sein Wicket nach 24 Runs verlor, erzielten an der Seite von Williamson Tom Latham 12 und Daryl Mitchell 20 Runs. Kurz darauf schied nach Willamson nach 34 Runs aus. Daraufhin bildete sich die Partnerschaft zwischen Michael Bracewell und Mitchell Santner. Nachdem Bracewell nach 31 Runs ausgeschieden war, folgte ihm Tim Southee. Santner verlor nach 25 Runs sein Wicket und Southee kurz darauf nach 12. Dies führte zu einer Vorgabe von 191 Runs. Beste west-indischen Bowler waren Akeal Hosein mit 3 Wickets für 28 Runs und Alzarri Joseph mit 3 Wickets für 36 Runs. Für die West Indies fand Eröffnungs-Batter Shai Hope mit dem dritten Schlagmann Shamarh Brooks einen Partner. Hope verlor nach 26 Runs sein Wicket und an der Seite von Brooks erreichte Nicholas Pooran 28 Runs. Nachdem Brooks nach einem Fifty über 79 Runs ausgeschieden war, waren es Jermaine Blackwood (12* Runs) und Jason Holder (13* Runs), die die Vorgabe einholten. Beste neuseeländische Bowler waren Tim Southee mit 2 Wickets für 39 Runs und Trent Boult mit 2 Wickets für 49 Runs. Als Spieler des Spiels wurde Shamarh Brooks ausgezeichnet.

### Zweites ODI in Kingston
| 19. August Scorecard | Kingston | Neuseeland 212 (48.2)                       | – | West Indies 161 (35.3/41) |
|                      |          | Neuseeland gewinnt mit 50 Runs (D/L method) |   |                           |

Die West Indies gewannen den Münzwurf und entschieden sich als Feldmannschaft zu beginnen. Von den neuseeländischen Eröffnungs-Battern etablierte sich Finn Allen und fand mit dem fünften Schlagmann Daryl Mitchell einen Partner. Mitchell schied nach 41 Runs aus und Allen verlor sein Wicket nach 96 Runs. Daraufhin bildete sich die Partnerschaft zwischen Mitchell Santner und Trent Boult. Boult verlor dann das letzte Wicket des Innings nach 16 Runs, während Santner ungeschlagen mit 26* Runs das Innings beendete. Beste west-indischen Bowler waren Kevin Sinclair mit 4 Wickets für 41 Runs und Jason Holder mit 3 Wickets für 24 Runs. Die West Indies begannen mit Shai Hope, der 16 Runs erzielte. Der hineingekommene Keacy Carty fand mit Yannic Cariah einen Partner schied jedoch selbst nach 16 Runs aus. Kurz darauf setzten Regenfälle ein und das Innings wurde auf 41 Over verkürzt. Cariah fand mit Alzarri Joseph einen Partner, der 49 Runs erreichte, bevor Cariah selbst nach einem Fifty über 52 Runs ausschied. Beste neuseeländischen Bowler waren Tim Southee mit 4 Wickets für 22 Runs und Trent Boult mit 3 Wickets für 18 Runs. Als Spieler des Spiels wurde …Finn Allen ausgezeichnet.

### Drittes ODI in Kingston
| 21. August Scorecard | Kingston | West Indies 301-8 (50)           | – | Neuseeland 307-5 (47.1) |
|                      |          | Neuseeland gewinnt mit 5 Wickets |   |                         |

Neuseeland gewann den Münzwurf und entschied sich als Feldmannschaft zu beginnen. Die West Indies bildeten mit Shai Hope und Kyle Mayers eine erste Partnerschaft. Hope schied nach einem Fifty über 51 Runs aus und kurz darauf auch Mayers nach einem Century über 105 Runs aus 110 Bällen. Daraufhin etablierte sich Nicholas Pooran, der jedoch keinen Partner fand der sich für längere Zeit an seine Seite etablierte und schied selbst nach einem Half-Century über 91 Runs aus. Ihm folgte Alzarri Joseph der das Innings ungeschlagen mit 20* Runs beendete. Bester neuseeländischer Bowler war Trent Boult mit 3 Wickets für 53 Runs. Für Neuseeland konnte Eröffnungs-Batter Martin Guptill zusammen mit dem dritten Schlagmann Devon Conway eine Partnerschaft aufbauen. Guptill schied nach einem Fifty über 57 Runs aus und wurde durch Tom Latham ersetzt, während Conway 56 Runs erreichte und durch Daryl Mitchell gefolgt wurde. Zusammen bildeten Latham and Mitchell eine Partnerschaft über 120 Runs, bevor Mitchell nach 63 Runs ausschied. Latham verlor nach 69 Runs sein Wicket und es bildete sich eine letzte Partnerschaft zwischen Michael Bracewell (14* Runs) und James Neesham (34* Runs), die im 47. Over die Vorgabe einholten. Beste Bowler für die West Indies waren Jason Holder mit 2 Wickets für 37 Runs und Yannic Cariah mit 2 Wickets für 77 Runs. Als Spieler des Spiels wurde Tom Latham ausgezeichnet.

## Auszeichnungen

### Player of the Series
Als Player of the Series wurden der folgende Spieler ausgezeichnet.
| Serie   | Player of the Series |
| ------- | -------------------- |
| ODI     | Mitchell Santner     |
| Tweny20 | Glenn Phillips       |

### Player of the Match
Als Player of the Match wurden die folgenden Spieler ausgezeichnet.
| Spiel       | Player of the Match |
| ----------- | ------------------- |
| 1. ODI      | Shamarh Brooks      |
| 2. ODI      | Finn Allen          |
| 3. ODI      | Tom Latham          |
| 1. Twenty20 | Mitchell Santner    |
| 2. Twenty20 | Glenn Phillips      |
| 3. Twenty20 | Brandon King        |